# Jabłoko
Jabłoko (ros. Яблоко – jabłko) – rosyjska partia polityczna założona w 1993 roku przez Grigorija Jawlinskiego, Jurija Bołdyriewa i Władimira Łukina.
Jabłoko jest partią opozycyjną wobec władzy, pozostawała też krytyczna wobec licznych działań Borysa Jelcyna.

## Pochodzenie nazwy
Nazwa partii pochodzi od pierwszych sylab nazwisk jej założycieli – Jawlinskiego, Bołdyriewa i Łukina.

## Historia
Partia ta wyrosła na bazie frakcji parlamentarnej bloku wyborczego, powstałego w czasie kampanii wyborczej do Dumy I kadencji w 1993 r. Jawliński-Bołdyriew-Łukin. Blok ten powstał w grudniu 1993 r. i w jego skład weszły takie organizacje polityczne, jak Republikańska Partia Rosji, Socjaldemokratyczna Partia Rosji, Rosyjski Związek Chrześcijańsko-Demokratyczny. Blok ten skupiał ponadto ludzi znanych z działalności społecznej i politycznej, ale niezwiązanych bezpośrednio z prezydentem Jelcynem i rządem.
W trakcie kampanii wyborczej w 1993 r. blok opowiadał się za szybkim wprowadzeniem reform wolnorynkowych, ale nie w formie „terapii szokowej”, proponowanej przez Jegora Gajdara i akceptowanej przez Borysa Jelcyna.
W trakcie kampanii w 1993 r. istotne dla oblicza programowego partii było także to, że liderzy bloku występowali przeciwko podstawowym założeniom jelcynowskiego projektu konstytucji, która według nich pozostawiała zbyt duży zakres władzy w rękach prezydenta i sprzyjała autorytarnej formie rządów.
Od 1993 r. partia ta konsekwentnie pozostaje w opozycji wobec polityki prowadzonej przez kolejnych prezydentów Rosji, zarówno Borysa Jelcyna, jak i Władimira Putina.
W styczniu 1995 r. blok przekształcił się w Ogólnorosyjskie Zrzeszenie Społeczne „Jabłoko”, a na V zjeździe tej organizacji (30 listopada – 1 grudnia 1996) zdecydowano o stopniowym przekształceniu w partię polityczną.
Polityczna deklaracja zrzeszenia „Jabłoko” z 1995 r. opowiadała się za reformami zmierzającymi do stworzenia warunków dla swobodnej konkurencji i gospodarki opartej na wolnym rynku. Zastrzegano także, że partia jest partią opozycyjną wobec działań rządu i prezydenta, ale w odróżnieniu od Komunistycznej Partii Federacji Rosyjskiej uważa, że nie ma innej drogi dla Rosji niż liberalne reformy, uznając jednocześnie, że istnieje także alternatywa wobec aktualnej drogi realizacji reform, które w rzeczywistości doprowadziły do masowej pauperyzacji społeczeństwa, wzrostu przestępczości, dużego zróżnicowania społecznego i podziału na bogatych i biednych. Głosząc konieczność wolnorynkowych reform gospodarczych i liberalnej polityki ekonomicznej, podkreślano także, że orientacja ruchu jest prosocjalna. Utrzymywanie osłon socjalnych i poszanowania sprawiedliwości społecznej to według liderów „Jabłoka” nie tylko moralny obowiązek państwa, ale także ważna część ekonomiki współczesnego państwa i nowoczesnego społeczeństwa. Partia „Jabłoko” głosiła także konieczność budowy społeczeństwa obywatelskiego, państwa socjalnego, praworządnego i bezpiecznego. Jednoznacznie podkreślano antyradykalizm programu partii m.in. poprzez stwierdzenie, że pomimo iż komunizm nie jest dla członków partii do zaakceptowania ze względu na swoją ideologię i polityczną praktykę, to partia uznaje, że był to pewien etap w historii Rosji i ugrupowanie to nie będzie nigdy budować swojej polityki na antykomunizmie i innych radykalnych hasłach.
W sferze organizacji państwa zadeklarowano, występując przeciwko podstawowym założeniom ustrojowym jelcynowskiej konstytucji, że władza powinna się znaleźć pod rzeczywistą kontrolą społeczeństwa, do czego trzeba zapewnienia warunków dla szerokiego udziału obywateli w decydowaniu o sprawach ogólnorosyjskich, regionalnych i terenowych oraz ograniczenia prerogatyw prezydenta i wprowadzenia rzeczywistego podziału władzy, a także zwiększenia wpływu parlamentu na władzę ustawodawczą.
Ważną rolę w rozwoju programu i oblicza ideologicznego „Jabłoka” odegrał Manifest demokratyczny partii, wydany 10 grudnia 2001 r., czyli już w nowej sytuacji politycznej w Rosji w obliczu konsolidacji obozu proprezydenckiego wokół coraz bardziej popularnego w społeczeństwie Władimira Putina. Manifest ten miał charakter liberalny i nadawał programowi partii charakter wyraźnie prodemokratyczny i proeuropejski. Zgodnie z nim partia dążyła do stworzenia w Rosji państwa prawa, społeczeństwa obywatelskiego, gospodarki rynkowej. Celem działalności jest wolna, bogata, silna i demokratyczna Rosja. Ludzka godność i szacunek dla obywateli powinny być fundamentem politycznego i społecznego ustroju Rosji. Państwo ma być instrumentem dla zapewnienia godnego życia człowieka, tj. zapewnienia mu wolności, dobrobytu, bezpieczeństwa i swobodnego rozwoju. Fundamentem rozwoju państwa winna być wolność, która jest takim samym dobrem, jak i życie ludzkie. Tylko promowanie wolności może zapewnić dobrobyt, bezpieczeństwo obywateli oraz dynamiczny rozwój kraju w XXI w. Drugim fundamentem państwa powinna być sprawiedliwość, oznaczająca równość praw i szans dla wszystkich obywateli.
Według liderów „Jabłoka” upadek komunizmu umożliwił demokratyzację Rosji, jednakże rządy ekip prezydenta Jelcyna i Putina doprowadziły do podziału społeczeństwa na bardzo bogatą mniejszość i pozbawioną szans biedną większość. Nastąpiło połączenie biznesu ze strukturami biurokratycznymi państwa, co było przyczyną jego patologii: korupcji oraz oligarchizacji systemu gospodarczego, przekreślając szansę Rosji na budowę demokratycznego społeczeństwa obywatelskiego i liberalnej gospodarki wolnorynkowej, a w zamian doprowadzając do zbudowania w interesie wąskiej grupy osób biurokratyczno-autorytarnego ustroju państwa.
W manifeście tym zaznaczono także proeuropejską orientację ugrupowania, uznając, że Rosja jest częścią Europy ze względu na swoją tradycję i kulturę. Europeizacja kraju i pełnoprawna współpraca z Unią Europejską jest niezbędna do rozwoju Rosji w XXI w. Europeizacja kraju to wzrost dobrobytu obywateli, przybliżenie ich do standardów europejskich w zakresie socjalno-ekonomicznego, ekologicznego i politycznego modelu państwa. Celem strategicznym Rosji powinna być zatem ścisła współpraca polityczna i gospodarcza z Unią Europejską.
W wyborach do Dumy I kadencji blok Jawliński-Bołdyriew-Łukin uzyskał poparcie 7,86% wyborców i wprowadził do Dumy 27 deputowanych.
W wyborach do Dumy II kadencji „Jabłoko” otrzymało 6,89% głosów, ale aż 47 miejsc w izbie niższej rosyjskiego parlamentu.
Lider ugrupowania Grigorij Jawlinski wystartował w wyborach prezydenckich w 1996 r., uzyskując 7,34% głosów i czwarty wynik wśród wszystkich kandydatów.
W wyborach do Dumy III kadencji „Jabłoko” uzyskało 5,93% głosów i 20 mandatów, a wyborach prezydenckich w 2000 r. Jawlinski uzyskał trzeci wynik i 5,80% głosów.
W wyborach do Dumy IV kadencji w grudniu 2003 r. partia ta uzyskała 4,30% głosów i nie przekroczyła wymaganego progu wyborczego o nie wprowadziła do izby niższej żadnego kandydata z listy federalnej. Uzyskała ona jedynie cztery mandaty zdobyte w okręgach jednomandatowych.
Liderzy „Jabłoka” oskarżyli prezydenta Putina o manipulowanie wynikami wyborów i o nieuczciwe ich przeprowadzenie. Według „Jabłoka” wykorzystywanie przez „partie władzy” administracji państwa w kampanii wyborczej, a także masowe fałszerstwa wyborcze zmieniły rosyjskie wybory w farsę. W związku z tym postanowiono nie wystawiać w wyborach prezydenckich w 2004 r. żadnego kandydata z ramienia partii, a także odmówić swojego poparcia dla kandydatury prezydenta Putina.
W rezolucji programowej 12 kongresu partii, który odbył się w lipcu 2004 r., stwierdzono, że wyniki wyborów do Dumy w grudniu 2003 r. i wyborów prezydenckich w marcu 2004 r. stanowią tryumf biurokracji nad społeczeństwem. Nowy autorytarny reżim polityczny, który zapanował w Rosji – biurokracja i oligarchia wsparte reżimem policyjnym – nie jest odpowiedzialny przed społeczeństwem ani nie funkcjonuje w jego interesie.

## Charakterystyka
Partia Jabłoko odwołuje się do idei socjalnego liberalizmu oraz liberalizmu demokratycznego.
Przez 15 lat funkcję lidera pełnił Grijorij Jawlinski, zastąpiony w czerwcu 2008 przez Siergieja Mitrochina.
Partia zaliczana jest do ugrupowań demokratycznych o umiarkowanie liberalnym charakterze i określana jest niekiedy jako partia liberalno-socjalna. Opowiada się za liberalnym modelem gospodarki rynkowej, uwzględniającym potrzeby społeczne i poszanowanie wolności obywatelskich.
Partia należy do Międzynarodówki Liberalnej.
Siedziba partii znajduje się w Moskwie. W 2003 liczyła ok. 85 tys. członków w 74 regionalnych wydziałach, w 2011 – ok. 53 tys. członków.

### Program
- reformy gospodarcze z uwzględnieniem klasy średniej
- demonopolizacja, stworzenie warunków dla konkurencji rynkowej i rozwoju małych przedsiębiorstw
- budowa państwa prawa
- zapewnienie obywatelom podstawowych wolności i praw człowieka i obywatela
- krytyka dotychczasowego modelu prywatyzacji
- rozliczenie zbrodni i nadużyć władzy z epoki komunizmu[5]

Partia reprezentuje alternatywny wobec ugrupowań rządowych i nacjonalistyczno-patriotycznych program polityczno-społeczny, akcentujący wartości demokratyczne i liberalne oraz podkreślający konieczność zbliżenia Rosji do Zachodu, a w tym przede wszystkim zwraca uwagę na konieczność ścisłej współpracy ze strukturami Unii Europejskiej. Powszechnie uznawana jest za organizację nawiązującą w swoich ideach społeczno-politycznych do okcydentalizmu, czyli do nurtu prozachodniego w rosyjskiej polityce i kulturze.
„Jabłoko” w swoich założeniach programowych dystansuje się zarówno wobec grup rządzących, jak i w stosunku do opozycji „narodowo-patriotycznej”.
Celem programu gospodarczego miało być stworzenie efektywnej, społecznie zorientowanej gospodarki rynkowej.

## Organizacje siostrzane za granicą
Pod koniec lat 90. przy poparciu Jabłoka, na Białorusi powstała Białoruska Organizacja „Jabłko” kierowana przez Wolhę Abramawą. Zrzeszała ona rosyjskojęzycznych demokratów, miała charakter centrowy, socjalno-liberalny i była luźno powiązana z białoruską opozycją. Organizacja była określana przez białoruskie media państwowe mianem „konstruktywnej opozycji”. Abramawa była deputowaną do Izby Reprezentantów Białorusi II i III kadencji (2000−2008), jako jedyna członkini tej organizacji. Wykazywała tam umiarkowaną opozycyjność, wypowiadając się przeciwko pojedynczym represyjnym działaniom władzy wykonawczej.